# Wayne Powers
Wayne Powers (Jackson, ...) è un regista, sceneggiatore e produttore cinematografico statunitense.

## Filmografia

### Regista
- The Taming Power of the Small (1995) Cortometraggio
- La stanza chiusa (Skeletons in the Closet) (2001) Uscito direttamente in home video
- Out of Order (2003) Miniserie TV
- Reversal of Fortune (2005) Film TV

### Sceneggiatore
- Strane voci (Strange Voices) (1987) Film TV
- New York New York (Cagney & Lacey), gli episodi "Trading Places" (1988) e "A Class Act" (1988)
- Un giustiziere a New York (The Equalizer), gli episodi "The Making of a Martyr" (1989), "Silent Fury" (1989) e "Race Traitors" (1989)
- Mancuso, F.B.I. (Mancuso, FBI), gli episodi "Classified" (1989), "Murder of Pearl" (1989), "Shall We Gdansk?" (1990), "Kiss the Girls and Make Them Die: Part 1" (1990) e "Night of the Living Shred" (1990)
- Against the Law, l'episodio "Nature Now" (1990)
- The Taming Power of the Small (1995) Cortometraggio
- Blu profondo (Deep Blue Sea) (1999)
- Valentine - Appuntamento con la morte (Valentine) (2001)
- La stanza chiusa (Skeletons in the Closet) (2001) Uscito direttamente in home video
- The Italian Job (The Italian Job) (2003)
- Out of Order (2003) Miniserie TV

### Produttore
- La stanza chiusa (Skeletons in the Closet) (2001) Uscito direttamente in home video
- Out of Order (2003) Miniserie TV
- Reversal of Fortune (2005) Film TV